# リトル・ラム・ドラゴンフライ
リトル・ラム・ドラゴンフライ（Little Lamb Dragonfly）は、1973年にポール・マッカートニー&ウイングスが発表した楽曲。『レッド・ローズ・スピードウェイ』に収録。
元々は『ラム』（1971年）のアウトテイクであり、他のウイングスメンバーは殆ど関与していない（ドラムスは後にウイングスに加わるデニー・シーウェル）。ギターはヒュー・マクラッケン。
当時ポールが飼っていた羊の死を悼む意味で作曲されたものだが、「僕等が会うことはもうないだろう」「それでも君を思い慕う」「どうして僕等は誤ってしまったのだろう」との歌詞は、ビートルズ解散直後で最悪だったジョン・レノンとの関係を飼羊に仮託して歌ったもの、とされることもある。